# 永新县
永新县是中华人民共和国江西省吉安市下辖的一个县级行政区，位于罗霄山脉中段，南接井岡山市，西鄰湖南省茶陵縣，西北連萍鄉市蓮花縣，北毗安福縣、東連吉安縣、東南鄰泰和縣，縣名來源於《禮記·大學》，寓意“日永月新”。縣人民政府駐禾川镇湘贛大道51號。

## 歷史
縣西文竹有殷商至西周時期的渚形村落遺址，縣西沙市與澧田交界地帶有春秋時期的高洲村落遺址，在其附近出土了窖藏的西汉五铢钱和新莽货泉钱。县境内西汉墓葬发现有台岭乡程家墓群；东汉墓葬发现有怀忠乡官陂墓、莲塘乡后山墓群、芦溪乡雅田-中陂墓群、高溪乡蔡家墓群、沙市乡洛溪-塘边墓群、曲江乡曲垄墓葬。
203年，孫權征伐贛南的山越人，並於215年設置永新縣，縣治在今沙市下排洲與澧田洲頭交界的高洲，267年孫皓置安成郡，永新屬之。司馬炎滅吳後，於280年將安成郡從揚州劃歸荊州，析永新地置廣興縣，291年以安成郡等十個郡置江州。591年隋朝廢郡，永新縣和廣興縣入太和縣，屬吉州，607年廢州复郡，永新隸屬廬陵郡太和縣，622年唐分太和縣地置南平州，復置永新縣、廣興縣，625年兩縣同併入太和縣，657年永新縣復置，縣治改設禾川鎮。
宋代吉州始屬江南路，後屬江南西路，1092年太和縣高行鄉的雕陂、漿坑、官北三堡劃歸永新縣，1130年改屬鄂州路，1131年重屬江南西路。1277年，元設江西行中書省，設吉州路，永新屬之，1295年，吉州路改稱吉安路，永新縣升為永新州，至順年間析永新勝業鄉8個都置永寧縣。明朝建立後，永新復為縣，隸江西吉安府。清朝仍屬吉安府，1743年，析永新西亭、安仁兩個鄉及登豐鄉一部與安福縣的一部分置蓮花廳。
民初廢府，各縣直屬於省。1914年，江西省劃分為四道，永新屬廬陵道。1926年國民政府廢道，各縣仍直屬於省。1932年，江西全省劃為13個行政區，永新屬第十行政區。1935年，江西省重新劃分為8個行政區，永新屬第三行政區。1949年，永新縣屬江西省贛西南區吉安專區，後吉安專區改稱吉安地區。1950年，茨坪、羅浮劃歸遂川縣。1951年，橫江、大灣兩鄉劃歸寧岡縣。1958年底，寧岡縣併入永新縣。1959年7月，寧岡縣大部從永新析出，連同永新縣的拿山鄉、遂川縣的井岡山鄉，合併成立井岡山管理局。1968年，吉安地區改稱井岡山地區。文革後恢復吉安地區，2000年吉安地區改設吉安市，永新縣仍屬之。

## 地理
永新縣境總面積2187平方千米，地勢南北高中部低，以山地丘陵為主，縣境山地屬羅霄山脈及其分支餘脈，禾山主峰秋山海拔1391米，為境內第一高峰。山地面積為1074平方千米，丘陵面積800平方千米，河谷平原面積312平方千米。屬亞熱帶季風濕潤性氣候，年平均氣溫18.2度，年平均日照1756.9小時，年平均無霜期283天，年平均降雨量為1530.7毫米。
永新縣位於禾水中游，禾水在縣境內長77千米，有文竹水、礱市水、龍源口水、溶江水，六七河和蘆溪水6條較大支流。全縣水力資源蘊藏量70673千瓦，水利設施以中型水庫和陂壩為主，有禾山水庫、豐源水庫、洞口水庫、斗上水庫、繁榮水庫5座中型水庫和63座小型水庫以及元朝修建的源陂和袍陂。永新探明的礦產近20種，其中鐵礦、石灰石儲量最為豐富，擁有贛西南最大的鐵礦烏石山鐵礦。

## 政治

### 现任领导
| 机构     | · 中国共产党 · 永新县委员会 · 书记 | 永新县人民代表大会 常务委员会 党组书记 | 永新县人民政府 县长 | · 中国人民政治协商会议 · 永新县委员会 · 主席 |
| -------- | ---------------------------------- | -------------------------------------- | ------------------- | -------------------------------------------- |
| 姓名     | 郑军平                             | 周日红                                 | 古秋云              | 周建忠                                       |
| 民族     | 汉族                               | 汉族                                   | 汉族                | 汉族                                         |
| 籍贯     | 江西新干                           | 江西永新                               | 江西遂川            | 江西永新                                     |
| 出生日期 | 1980年4月（44歲）                  | 1971年11月（53歲）                     | 1971年7月（53歲）   | 1970年10月（54歲）                           |

### 行政区划
永新县現下辖1个街道办事处、10个镇、13个乡：三月坪街道、禾川镇、石桥镇、龙源口镇、澧田镇、龙门镇、沙市镇、文竹镇、埠前镇、怀忠镇、高桥楼镇、坳南乡、曲白乡、才丰乡、烟阁乡、在中乡、三湾乡、台岭乡、龙田乡、高溪乡、莲洲乡、高市乡、象形乡、芦溪乡和永新县工业园区。
宋元祐七年，全縣劃為73都。後全縣又設太平、禾山、登豐、安仁、西亭、霸封、積慶、勝業、景福、才德、思賢、義和12鄉，下轄96都。元至順初，析勝業鄉8都置永寧縣。明初實行里甲制，全縣共編184里。萬曆年間都下設圖，全縣共設180圖。清乾隆八年析25都歸屬蓮花廳，同治年間編為東、南、西、北四鄉，領63都。1938年，全縣設6區，轄2鎮、32鄉、364保、3722甲。1942年，縣內劃為5區34鄉鎮、364保、3689甲。1949年設城廂、石橋、楊橋、拿山、澧田、潞江、泮中7區，下轄1鎮25鄉。
1950年撤楊橋區，增設懷忠、花溪、鄱陽3區，共9區1鎮27鄉。1952至1955年，增設曲江區，共10區1鎮123鄉。1956年，撤區併鄉，設1鎮38鄉，轄427個高級農業社。1957年，復設花溪、文竹、澧田、白沙4區。1958年，原39個鄉鎮改為公社建制，增為44個公社，轄448個大隊，1969個生產隊。1984年，公社改為鎮，1985年全縣劃分為2鎮28鄉及永新墾殖場。下設366個村/居民委員會、2196個村/居民小組。2001年撤鄉併鎮，共設25個鄉鎮場，325個村/居民委員會。

## 經濟
2021年年永新全縣實現生產總值134億元，其中第一產業18.6億元，第二產業36.3億元，第三產業增加值79.1億元。全年全縣實現農業總產值37.6億元，全年全縣糧食總產量287800噸，油料產量25341噸，水果產量11109噸，水產品產量18164噸，肉類總產量26970噸。全年全縣實現工業增加值26.86億元，年末全縣共有規模以上工業企業85家，全年建築業總產值完成16.35億元，資質以上總、專包建築業企業共14家。全年全縣批發業完成銷售額10.64億元，零售業完成銷售額47.21億元，住宿業完成營業額0.64億元，餐飲業完成營業額9.29億元。全年全縣農村居民人均可支配收入14166元，城鎮居民人均可支配收入30607元。2021年年全縣交通運輸、倉儲和郵政業實現增加值63233萬元，公路貨物運輸量完成338萬噸，貨運周轉量125586萬噸公里，發送旅客124萬人次，客運周轉量10183萬人公里。

## 人口
2021年末，永新縣户籍人口52.36萬人。
第七次全國人口普查全縣常住人口總數為393984人，其中男性200267人，佔總人口的50.83%；女性193717人，佔總人口的49.17%，總人口性別比為103.38。城鎮人口佔總人口51.41%；農村人口佔總人口48.59%。0~14歲佔總人口的24.18%，15~59歲佔總人口的54.88%，60歲及以上佔總人口的20.94%，其中65歲及以上佔總人口的15.03%。全縣常住人口中，大學學歷占比6.549%，高中學歷占比12.359%，初中學歷占比36.431%，小學學歷占比33.777%。15歲及以上人口的平均受教育年限為8.83年，文盲率2.59%。

## 人物
永新历史上涌现出许多杰出人物，共走出了4位开国中将、29位开国少将和8位后来晋升为少将的开国大校。同时，永新也是贺敏学、贺子珍、贺怡三兄妹的家乡。
著名的畜牧兽医科学家、中国科学院院士盛彤笙是永新龙门镇人。

## 文物古迹
- 南门历史文化街区
- 东门历史文化街区